# Maizey
Maizey es una comuna francesa situada en el departamento de Mosa, en la región de Gran Este.

## Demografía
| 175 | 157 | 150 | 185 | 179 | 175 | 159 |
| Para los censos de 1962 a 1999 la población legal corresponde a la población sin duplicidades (Fuente: INSEE [Consultar]) |     |     |     |     |     |     |